# Музей образотворчих мистецтв Республіки Карелія

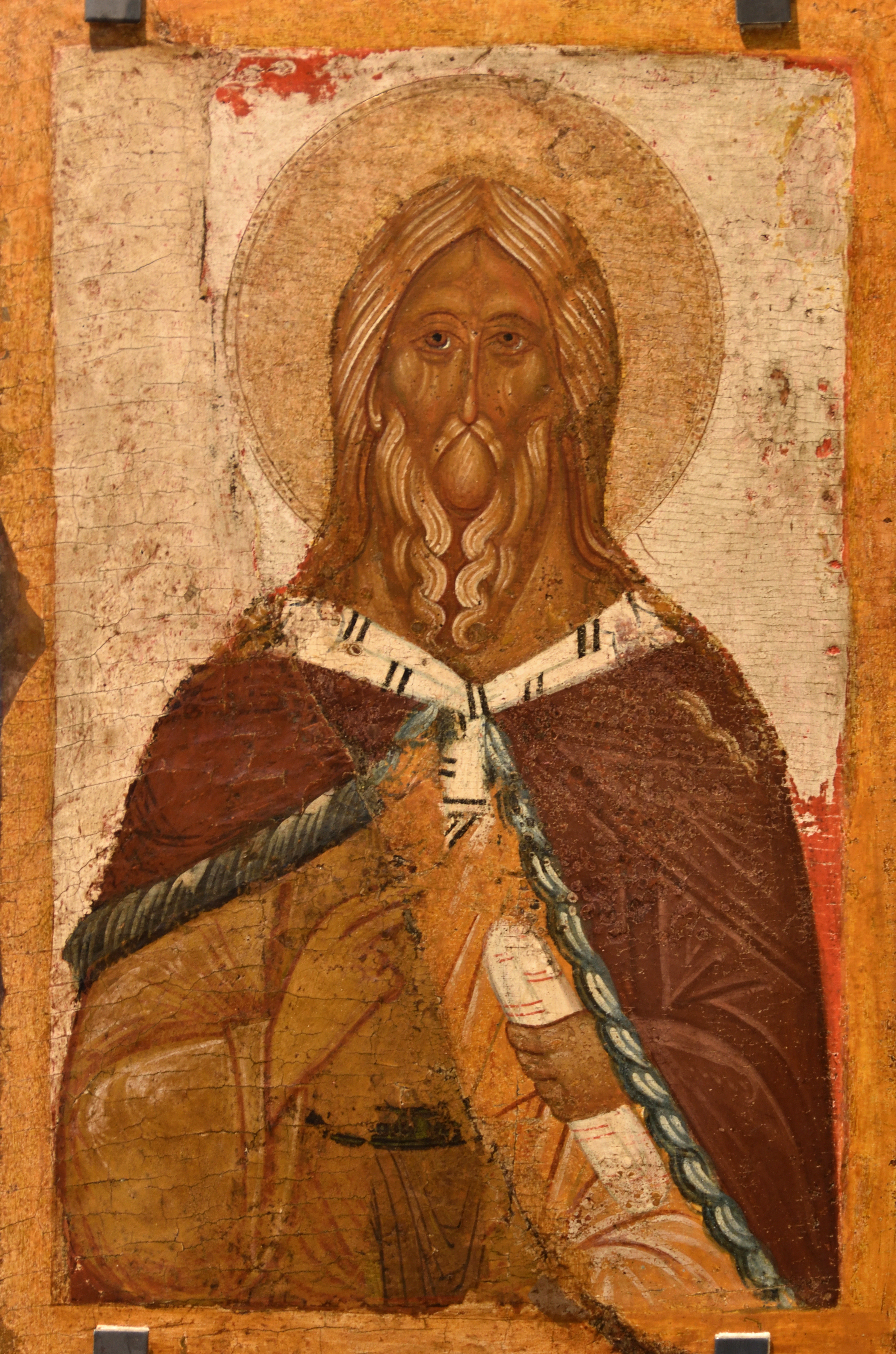
Ікона «Ілля Пророк», перша пол. XV ст., з с. Пяльма Пудозького району (Карелія)

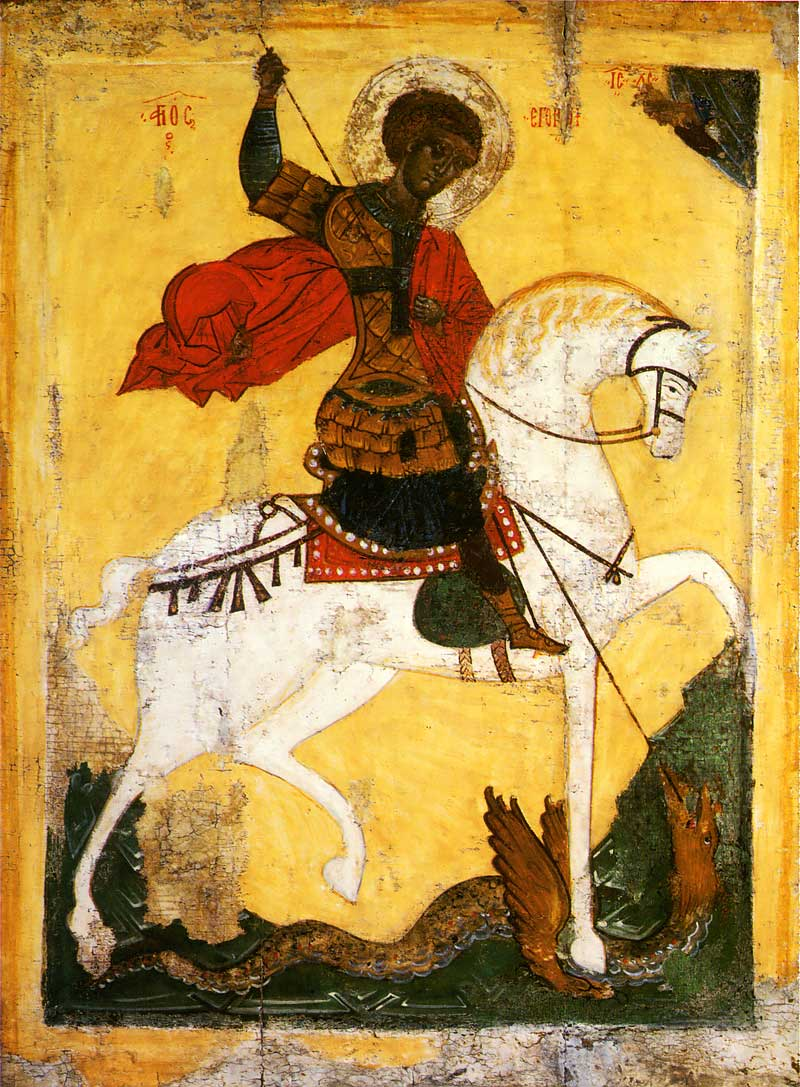
Ікона «Святий Георгій», XVII ст.

Музей образотворчих мистецтв Республіки Карелія (рос. Музей изобразительных искусств Республики Карелия, карельск. Karjalan tašavallan taitehmusejo, фін. Karjalan tasavallan taidemuseo) — художній музей у місті Петрозаводськ (Республіка Карелія, Росія). Заснований 1960 року.

## Загальний опис
Музей розташований в будівлі колишньої Олонецької губернської чоловічої гімназії, яка є пам'яткою федерального значення.
Музей був відкритий для відвідування 20 жовтня 1960 року. Перший директор — М. В. Попова (1927—2000). Основу музейного зібрання склали твори, передані з Карельського державного краєзнавчого музею. Надалі музейна колекція поповнювалася творами мистецтва з Російського музею, Третьяковської галереї та Ермітажу.
У музеї представлені такі експозиції:
- Іконопис стародавньої Карелії,
- Народне мистецтво Карелії,
- Мистецтво Карелії XX століття,
- Російське мистецтво XVIII — початку XX століть,
- Російське мистецтво XX століття,
- Західноєвропейське мистецтво.

Загалом колекція музею налічує близько 12 000 одиниць зберігання, а фонд бібліотеки налічує понад 17 000 документів.
Найбільший інтерес представляють картини В. М. Васнецова «Розп'яття Христа» (1902), В. Д. Полєнова «Пейзаж з річкою» (1888) і «Гористий берег Ояті», І. Ю. Рєпіна «Христос в Гефсиманському саду», І. І. Шишкіна «Дорога в парку, туман», чотири картини І. К. Айвазовського, етюд І. М. Крамського «Голова Христа» (1863), етюд І. І. Левітана «Похмурий день» та інші.
2001 року проведена реконструкції будівлі музею.

## Колекції музею
У колекції музею знаходяться твори російського мистецтва від древнього іконопису XV століття до робіт сучасних художників, а також ряд творів зарубіжного мистецтва.

### Колекція давньоруського мистецтва
Фонд іконопису є одним з головних розділів колекції музею і включає в себе близько 2 500 музейних експонатів. Майже повністю він зібраний на території сучасної Карелії, відображаючи розвиток іконопису в двох історичних регіонах російської Півночі — Обонеж'ї та західному Помор'ї.
Північний іконопис XVI ст. представлений такими пам'ятками, як «Успіння» з села Васильєво, «Деісусний чин» з села Часовенська, «Святі Євстафій і Трифон» з села Пяльма, «Суббота всіх святих» з села Пебозеро та іншими.
Основну частину колекції давньоруського мистецтва становить зібрання ікон XVII—XVIII ст. Особливі стильові групи складають ікони місцевих майстрів з карельського Сегозер'я, а також з Заонеж'я, Олонецкого краю, західного Помор'я. У музеї зберігається також невелике зібрання виробів з дерева. В основному це різьблені ікони-барельєфи XVII—XIX ст. і старообрядницькі ікони із зображенням голгофського хреста.

### Колекція «Декоративно-ужиткове мистецтво»
Колекція народного мистецтва налічує понад 2000 творів. Вона включає збірки костюмів, вишивки, тканин, різьблення та розпису по дереву, берестяне, мідне і керамічне начиння, що належить до XIX — першій половині XX століття, а також твори сучасних народних майстрів.

### Колекція «Російське мистецтво XVIII— початку XXст.»
Фонд російського мистецтва представлений живописними, графічними, скульптурними творами (понад 600 експонатів). Більша частина творів в колекцію музею надійшла на початку 1960-х років з Ермітажу, Російського музею, Третьяковської галереї, приватних збірок. Золотим фондом колекції є полотна І. Шишкіна, І. Левітана, В. Полєнова, К. Коровіна, А. Мещерського, О. Боголюбова та ін. Протягом довгих років незмінний глядацький інтерес зберігається до творів відомого російського мариніста І. Айвазовського.

### Колекція «Російське мистецтво XX століття»
Колекція налічує сьогодні близько чотирьох тисяч творів, створених майстрами Москви, Санкт-Петербурга та інших художніх центрів Росії. Інтерес музею до творчості художників 1920-1930-х років дозволив зібрати матеріал, що відображає складний хід розвитку російського мистецтва, висвітлив маловідомі імена та унікальні явища. Гордістю колекції є твори Михайла Цибасова, Тетяни Глєбової, Аліси Порет, Павла Кондратьєва — учнів Павла Філонова, найбільшого представника російського авангарду початку XX століття.

### Колекція «Мистецтво Карелії XX століття»
Колекція образотворчого мистецтва Карелії XX століття налічує близько 3 000 творів і включає в себе живопис, скульптуру і графіку, декоративно-ужиткове і театрально-декораційне мистецтво. Вона відображає історичний шлях розвитку образотворчого мистецтва Карелії. Музеєм зібрані і науково оброблені унікальні колекції, що дають уявлення про національні та художні традиції регіону.

### Колекція «Карело-фінський епос» Калевала «в творчості карельських, російських і зарубіжних художників»
У Музеї образотворчих мистецтв зібрана унікальна колекція творів на теми карело-фінського епосу «Калевала». У колекції близько 700 експонатів. Основну її частину становить книжкова і станкова графіка художників Карелії, Санкт-Петербурга і Москви. «Калевальска» колекція найбільш затребувана і рухома частина фондів музею, вона щорічно показується на виставках у музеї, експонати колекції беруть участь у міжнародних проектах.

### Колекція «Закордонне мистецтво»
Колекція творів зарубіжних художників почала формуватися з невеликої групи робіт старих майстрів, які надійшли з Національного музею Республіки Карелія в 1960 році. Трохи пізніше колекцію поповнили живописні та скульптурні роботи, передані з Ермітажу і Русійського музею. Окрасою колекції є твори нідерландських художників XVI—XVII століть Михеля ван Коксі та Яна ван дер Гейдена «Сусанна і старці» і «Міська площа». Цікавим є невелике зібрання порцеляни європейських мануфактур (Мейсенська і Севрська порцеляна).

## Галерея

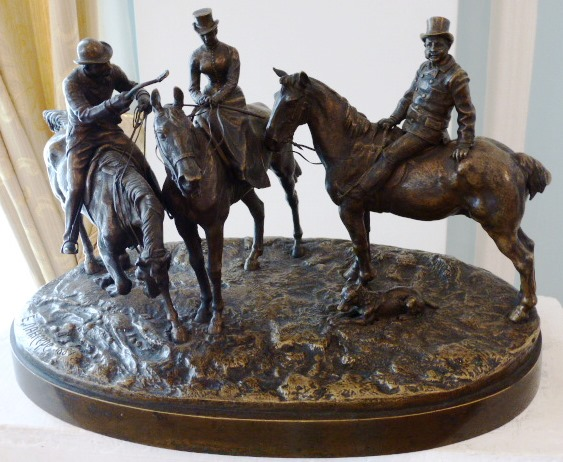
Євген Лансере. «Три вершники на прогулянці» (бронза, литво)
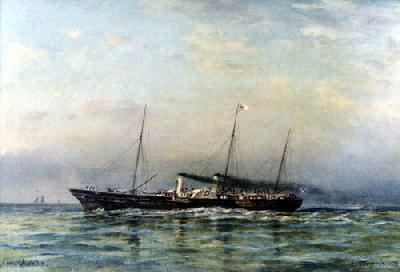
Олександр Беггров. «Яхта "Лівадія"», 1878
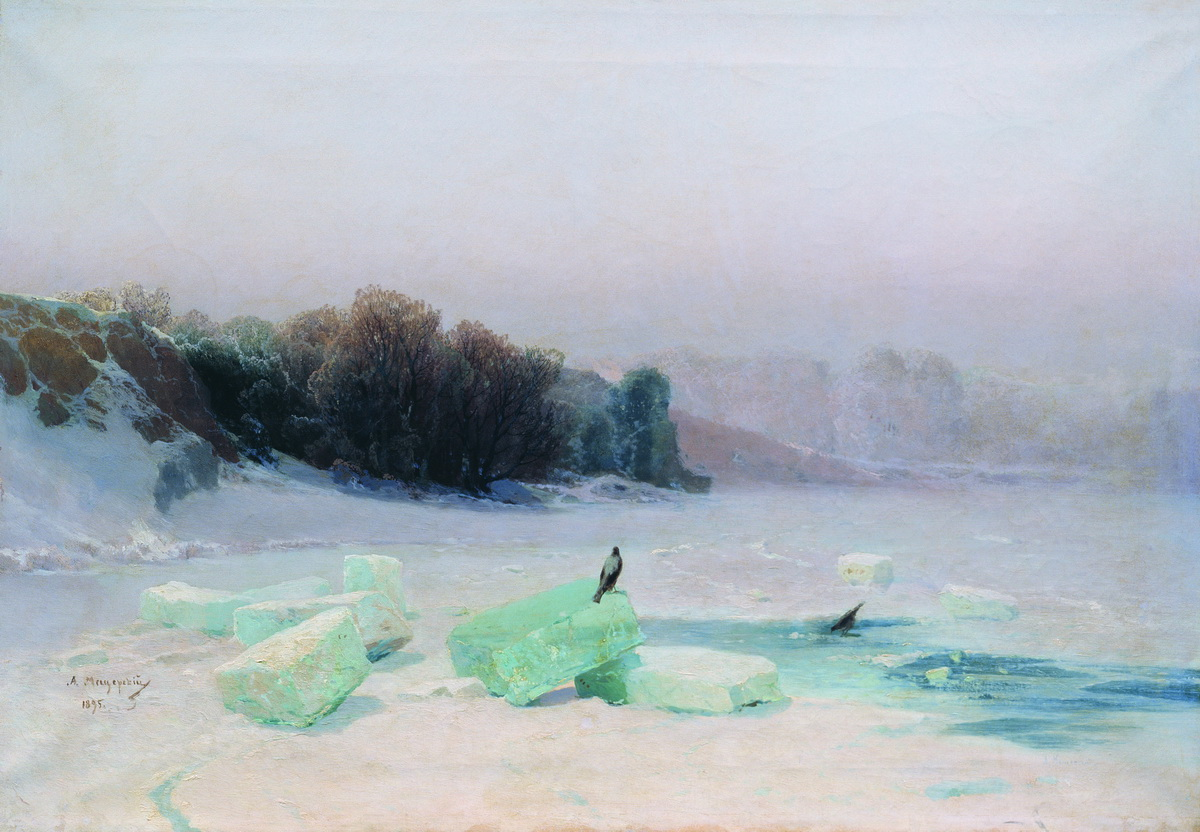
Арсеній Мещерський. «Колотий лід», 1895
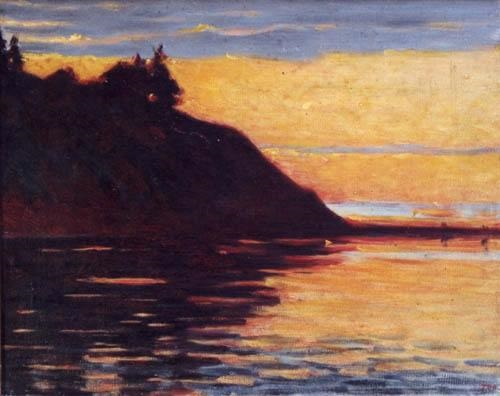
Василь Верещагін, «Захід сонця в селі Біло-Слуда на річці Мошкурка», 1894